# Войтенко, Сергей Иванович
Сергей Иванович Войтенко (род. 12 мая 1973 года, Богдановка, Нефтегорский район, Куйбышевская область) — российский музыкант, композитор, автор и исполнитель, заслуженный артист Российской Федерации (2021), заслуженный артист Самарской области основатель проекта «Баян Микс», художественный руководитель международного конкурса «Виват, баян!», художественный руководитель всероссийского фестиваля «Душа Баяна», депутат Самарской Губернской Думы от Единой России Лауреат премий «Золотой Граммофон», «Звезды Дорожного радио».

## Дискография
- 1999 — «Танец теней» /соло/
- 1999 — «Полёт над временем» /соло/
- 2000 — «Не печалься любимая» /с П. Старцевым/
- 2001 — «Симфония времени» / соло с Уральским русским народным оркестром п/у Л. Шкарупы/
- 2001 — «Прошедшее, знакомое» /с П. Старцевым/
- 2002 — «Неожиданный альянс» /соло с Г. Хомчик/
- 2002 — «Нон Стоп Квартет. LIVE» /с квартетом «Нон Стоп» /
- 2003 — «Фестивальный Нон Стоп» /с квартетом «Нон Стоп» /
- 2005 — «Шаржи нашего века» /с квартетом «Нон Стоп» /
- 2005 — Инструментальное Шоу 2005 /дуэт «БАЯН МИКС»
- 2007 — Инструментальное Шоу 2007 /дуэт «БАЯН МИКС»/
- 2010 — Инструментальное Шоу 2010 /дуэт «БАЯН МИКС»/
- 2012 — Инструментальный альбом «Баян MIX № 1» /дуэт «БАЯН МИКС» Войтенко & Храмков/
- 2013 — инструментальный альбом «Нескучная классика» /дуэт «БАЯН МИКС» Войтенко & Храмков/
- 2015 — инструментальный альбом «Танцы Мира» / дуэт «БАЯН МИКС»/
- 2016 — первый вокальный альбом «Мы с тобой одной крови» / Сергей Войтенко и «БАЯН МИКС» /
- 2018 — второй вокальный альбом «Я буду любить тебя» / Сергей Войтенко и «БАЯН МИКС» /

## Санкции
21 августа 2022 года Войтенко принял участие в концерте, посвященному дню флага России, который проводился в оккупированном российскими войсками Херсоне. 7 января 2023 года, из-за вторжения России на Украину, внесён в санкционный список Украины лиц «которые публично призывают к агрессивной войне, оправдывают и признают законной вооруженную агрессию РФ против Украины, временную оккупацию территории Украины». Санкции предполагают блокировку активов на территории страны, приостановку выполнения экономических и финансовых обязательств, прекращение культурных обменов и сотрудничества, лишение украинских госнаград.